# Бабушкина, Мария Степановна
Мари́я Степа́новна Ба́бушкина (1927—2017) — начальница сборочного цеха Новосибирского электровакуумного завода, Герой Социалистического Труда.

## Биография
Родилась 7 февраля 1927 года в деревне Казаково Коченёвского района.
С 1942 года работала на заводе электровакуумных приборов «Светлана», эвакуированном в Новосибирск из Ленинграда. В 16 лет возглавила комсомольско-молодежную фронтовую бригаду. Награждена медалью «За доблестный труд в годы Великой Отечественной войны 1941—1945 гг.».
В 1949 году окончила Новосибирский электромеханический техникум, работала инженером-технологом, затем — старшим мастером, заместителем начальника цеха. С 1953 года — начальник одного из сборочных цехов, с 1965 года — заместитель начальника, с 1968 года — начальник отдела технического контроля. Её рацпредложения по планированию качественных показателей и снижению трудоемкости производственных операций обеспечили большой экономический эффект.
В 1977—1989 годах — заместитель генерального директора по качеству продукции и главный контролер.
Избиралась делегатом XXII съезда КПСС (1961). После выхода на пенсию возглавляла Совет ветеранов Заельцовского района Новосибирска.
Умерла 17 мая 2017 года. Похоронена в колумбарии Заельцовского кладбища в Новосибирске.

## Награды
Герой Социалистического Труда (07.03.1960). Заслуженный машиностроитель РСФСР. Награждена орденом Трудового Красного Знамени (1986), медалями.